# Zensern
Zensern ist ein Kartenspiel im mitteleuropäischen Raum.
Das Wort Zensern ist eine Verballhornung der französischen Zahl 500 (cinq cents). Da das Spiel zu zweit erst bei 501 endet, ist das Spiel wohl deshalb so benannt.

## Das Spiel
Gespielt wird mit 32 Karten, Doppeldeutsch mit Vier-Jahreszeiten-Bild bzw. Tellbild, weil die vier Asse mit Frühling, Sommer, Herbst und Winter bezeichnet sind, bzw. die Buben (Unter) und Damen (Ober) aus der Geschichte um Wilhelm Tell stammen.
Die höchste Karte im Spiel ist der Jass. Der Jass ist der Bube in Atout oder Trumpf. Sein Wert ist 20 Punkte.
Die zweithöchste Karte im Spiel ist die Menö (Abwandlung von Nell → Minelle → Menö). Die Menö ist die IX in Atout. Ihr Wert ist 14 Punkte.
Gespielt wird zu zweit, zu dritt oder zu viert. Zu viert bekommt jeder Spieler acht statt neun Karten oder der vierte Spieler ist der Teiler und beobachtet das Spiel. Sollte er eine Ansage haben, zählt diese. Wenn der Spieler sein Spiel verliert, bekommt der Teiler ebenso die Punkte.
Es bekommt jeder Spieler zwei mal drei Karten, dann wird eine Karte offen aufgelegt.
Jetzt kann sich der erste Spieler die offen ausgelegte Karte als Trumpf nehmen oder "weiter" sagen, dann kann der Geber wählen.
Sagt dieser auch "weiter", dann kann der erste eine andere Farbe als Trumpf bestimmen.
Wenn dieser wieder "weiter" sagt, weil er etwa schlechte Karten hat, darf sich der Geber die Farbe aussuchen, die Trumpf sein soll.
Wenn der auch wieder "weiter" sagt, wird neu gegeben.
Beim dritten Mal Geben hat der Geber Zwang, d. h., er muss ins Spiel gehen, auch wenn er schlechte Karten hat.
Hat ein Spieler die Trumpf-Farbe ausgesucht, bekommt jeder weitere drei Karten. Jeder hat so neun Karten. Die unterste Karte des Stocks wird ebenfalls noch offen hingelegt.
Der Spieler, der den Trumpf bestimmt hat, kann seine erzielten Punkte nur gutschreiben, wenn er mehr Punkte hat als sein Gegenspieler (zu dritt: ...als jeder seiner zwei Gegenspieler) erreicht hat. Andernfalls, bekommt der Gegenspieler (zu dritt: ...mit der höchsten Punktzahl) auch seine Punkte. Bei Punktgleichheit werden die strittigen Punkte demjenigen Spieler gutgeschrieben, der beim nächsten Spiel am meisten Punkte erzielt.
Wird Trumpf gespielt, herrscht Stichzwang, d. h. ein Trumpf muss vom Gegner, aber auch vom Partner immer überstochen werden (sofern möglich). Wer eine Farbe nicht bedienen kann, muss Trumpf spielen (sofern möglich, siehe auch oben).

## Der Antrag (nur beim Spiel zu zweit)
Wenn der erste Spieler die offen ausgelegte Karte zwar nicht unbedingt als Trumpf nehmen will, andererseits aber nicht zulassen will, dass der Gegenspieler die freie Auswahl des Atouts hat, kann er einen Antrag stellen (mit dem Wort "Antrag!"). Dies bedeutet, dass das Gegenüber nur den Antrag annehmen kann (also ein Spiel mit Atout in der aufgelegten Karte), oder ablehnt. Wird der Antrag angenommen, wird das Spiel gespielt – bei Ablehnung wird neu geteilt. Eine plausible Situation, einen Antrag zu stellen, ist beispielsweise die Angst, in einem Stichmatsch zu enden, wenn eine andere Farbe als die aufgelegte, als Atout gespielt wird.
Nach einem "Weiter" des Teilers ist auch dem Zweitrufenden einen Antrag zu stellen erlaubt – in jeder Farbe, die erst nach Annahme des Antrags genannt werden muss.
Ebenso kann nach einer Weiter-Weiter Situation (Teiler und Gegenüber sagen "weiter") auch der Teiler einen Antrag stellen – allerdings nur in den Farben der nicht aufgelegten Atout-Karte.

## Die Kartenwerte
Die Kartenwerte sind dieselben wie beim Schnapsen:
- Ass 11 Punkte
- Zehner 10 Punkte
- König 4 Punkte
- Dame 3 Punkte
- Bube 2 Punkte

Die Glatzen (Siebener, Achter und Neuner) zählen nichts.
In Atout herrscht eine andere Wertigkeit der Karten:
- Bube 20 Punkte
- Neuner 14 Punkte

Die anderen Wertigkeiten bleiben gleich.
Mit der Stichreihenfolge verhält es sich wie mit der Punktezahl, d. h.,
- Ass sticht Zehner
- Zehner sticht König
- König sticht Dame
- Dame sticht Bube
- Bube sticht Neuner
- Neuner sticht Achter
- Achter sticht Siebener

In Atout ist die höchste Karte der Bube, dann kommt der Neuner. Der Rest ist eingereiht:
- Atout-Bube sticht Atout-Neuner
- Atout Neuner sticht Atout-Ass
- Atout-Ass sticht Atout-Zehner usw.

## Die Ansagen
Die Ansagen sind bestimmte Kartenkombinationen im Blatt, zum Beispiel Sequenzen (Zehner, Bube und Dame derselben Farben, bekannt aus Rummy Bridge oder Jolly) o. a.
Diese Kartenkombinationen bringen Bonuspunkte, die am Ende beim Spieler/Team zählen, dessen Ansagen gelten.
Es dürfen keine Ansagen doppelt verwendet werden – Ausnahme "Bella".

### Sequenzen
- Terz: drei aufeinander folgende Karten derselben Farbe, z. B. Zehner, Bub, Dame in Herz. Die Terz zählt 20 Punkte.
- Quart: vier aufeinander folgende Karten derselben Farbe, z. B. Bube, Dame, König, Ass in Grün. Die Quart zählt 50 Punkte.
- Gewinde (Quint): fünf oder mehr aufeinander folgende Karten derselben Farbe, z. B. Neuner, Zehner. Bube, Dame, König in Eichel. Das Gewinde zählt 100 Punkte.

### Kunsten
Als Kunsten werden vier Karten von gleichem Wert bezeichnet (also z. B. vier Buben oder vier Damen). Die stärkste Kunst ist die Buben-Kunst. Ein Spieler, der eine Buben-Kunst in der Hand hält, kann die Aufnahme nicht mehr verlieren (da die maximal zu erreichende Punktanzahl ohne Kunst inkl. Bella 182 ist). Folgende Kunsten zählen:
- Buben-Kunst 200 Punkte
- Neuner-Kunst 150 Punkte (im Schweizerischen "Cinque-cents" ungültig)
- Ass-Kunst 100 Punkte
- König-Kunst 100 Punkte
- Damen-Kunst 100 Punkte
- Zehner-Kunst 100 Punkte (im Schweizerischen "Cinque-cents" ungültig)

Kunsten aus Siebenern und Achtern zählen nicht.

### Bella
Die Bella ist eine Spezialansage, bezeichnet das Vorkommen von Dame und König in Atout in einer Hand und ist 20 Punkte wert. Die Bella wird im Gegensatz zu anderen Ansagen erst beim Ausspielen der zweiten Karte der Bella (Dame oder König) angesagt und gilt immer. Ist die Bella jedoch in der Hand des Trumpf bestimmenden Spielers, muss er sie beim Ausspiel der ersten Bella-Karte mit dem Wort "Belle" vorankünden und beim Ausspielen der zweiten Bella-Karte mit "Rebelle" bestätigen (oder er verzichtet eben darauf, siehe folgenden Text). Es ist aus strategischen Gründen gelegentlich geschickter, sie nicht anzusagen. Zum Beispiel, wenn man voraussehen muss, dass man punktemäßig verlieren wird, weil die Ansage in der Folge für den Gegner zählen würde.

### Stichmatsch
Gelingt dem Gegenspieler kein einziger Stich, werden dem Gewinner zusätzlich 100 Punkte gutgeschrieben.

### Flecken
Verdoppelung der Punkte. Kann nur von einem Gegenspieler (gegen den Atout-Rufenden) ausgesprochen werden. Alle Punkte zählen dann doppelt. Der Rufende kann seinerseits den "Fleck" akzeptieren oder "zurückflecken" – was den Punktewert der Partie dann vervierfacht etc. Jeder Fleck bzw. Re-Fleck verdoppelt die zu erreichenden Punkte.
Flecken ist im Schweizerischen "Cinque-cents" nicht üblich.

### Letzter Stich
Der Spieler, der den letzten Stich macht, erhält 10 Punkte extra.

### Gewichtung von Ansagen
Es zählt immer die stärkere Ansage. D. h., eine Terz bis zum Ass schlägt eine Terz bis zum König. Wenn beide Parteien eine Terz bis zum König haben und eine davon ist in Atout, zählt diese; sind beide nicht in Atout, zählt keine. Jede Quart schlägt jede Terz, jedes Gewinde schlägt jede Quart usw. Jede Kunst schlägt jede Sequenz.
Wenn eine Ansage zählt (bspw. Terz in Herz bis Ass, diese schlägt Terz in Karo bis Dame), so zählen für diese Hand auch alle anderen Figuren, die gehalten werden (bspw. Terz in Pik bis zum Neuner).

## Geschichte
In der Schweiz wurde die Geschichte des Unter und Ober aufgegriffen und eingeführt. Daraus entstand das Jassen. Es gibt mehrere Spielvarianten des Jassens, eine davon schaffte den Sprung über die Grenzen nach Bayern, und diese nannten fortan ihr Spiel Klammern. Durch unbekannte Einflüsse wurde dieses Spiel verändert, das heute Zensern genannt wird. In Griechenland und Bulgarien ist dieses Spiel als Burlot bekannt, mit denselben Regeln wie oben beschrieben wird es dort seit dem 16. Jahrhundert gespielt.